# Grand Prix Velké Británie 1956
Grand Prix Velké Británie 1956 (oficiálně 9th RAC British Grand Prix) se jela na okruhu Silverstone v Silverstonu ve Velké Británii dne 14. července 1956. Závod byl šestým v pořadí v sezóně 1956 šampionátu Formule 1.

## Kvalifikace
| Poř.   | No. | Jezdec                 | Konstruktér    | Čas    | Ztráta |
| ------ | --- | ---------------------- | -------------- | ------ | ------ |
| 1      | 7   | Stirling Moss          | Maserati       | 1:41.0 | —      |
| 2      | 1   | Juan Manuel Fangio     | Ferrari        | 1:41.0 | +0.0   |
| 3      | 23  | Mike Hawthorn          | BRM            | 1:43.0 | +2.0   |
| 4      | 2   | Peter Collins          | Ferrari        | 1:43.0 | +2.0   |
| 5      | 16  | Harry Schell           | Vanwall        | 1:44.0 | +3.0   |
| 6      | 18  | José Froilán González  | Vanwall        | 1:44.0 | +3.0   |
| 7      | 28  | Roy Salvadori          | Maserati       | 1:44.0 | +3.0   |
| 8      | 3   | Eugenio Castellotti    | Ferrari        | 1:44.0 | +3.0   |
| 9      | 24  | Tony Brooks            | BRM            | 1:45.0 | +4.0   |
| 10     | 19  | Archie Scott Brown     | Connaught-Alta | 1:45.0 | +4.0   |
| 11     | 20  | Desmond Titterington   | Connaught-Alta | 1:46.0 | +5.0   |
| 12     | 4   | Alfonso de Portago     | Ferrari        | 1:47.0 | +6.0   |
| 13     | 8   | Jean Behra             | Maserati       | 1:47.0 | +6.0   |
| 14     | 31  | Horace Gould           | Maserati       | 1:48.0 | +7.0   |
| 15     | 9   | Cesare Perdisa         | Maserati       | 1:49.0 | +8.0   |
| 16     | 17  | Maurice Trintignant    | Vanwall        | 1:49.0 | +8.0   |
| 17     | 25  | Ron Flockhart          | BRM            | 1:49.0 | +8.0   |
| 18     | 15  | Robert Manzon          | Gordini        | 1:49.0 | +8.0   |
| 19     | 11  | Luigi Villoresi        | Maserati       | 1:50.0 | +9.0   |
| 20     | 29  | Bruce Halford          | Maserati       | 1:51.0 | +10.0  |
| 21     | 21  | Jack Fairman           | Connaught-Alta | 1:51.0 | +10.0  |
| 22     | 26  | Bob Gerard             | Cooper-Bristol | 1:53.0 | +12.0  |
| 23     | 32  | Paul Emery             | Emeryson-Alta  | 1:54.0 | +13.0  |
| 24     | 12  | Umberto Maglioli       | Maserati       | 1:54.0 | +13.0  |
| 25     | 10  | Paco Godia             | Maserati       | 1:55.0 | +14.0  |
| 26     | 14  | Hermano da Silva Ramos | Gordini        | 1:56.0 | +15.0  |
| 27     | 27  | Louis Rosier           | Maserati       | 1:59.0 | +18.0  |
| 28     | 30  | Jack Brabham           | Maserati       | 2:01.0 | +20.0  |
| Zdroj: |     |                        |                |        |        |

## Závod
| Poř.   | No. | Jezdec                                 | Konstruktér    | Počet kol | Čas/Odstoupení  | Pořadí na startu | Body |
| ------ | --- | -------------------------------------- | -------------- | --------- | --------------- | ---------------- | ---- |
| 1      | 1   | Juan Manuel Fangio                     | Ferrari        | 101       | 2:59:47.0       | 2                | 8    |
| 2      | 4   | Alfonso de Portago Peter Collins       | Ferrari        | 100       | +1 kolo         | 12               | 3    |
| 3      | 8   | Jean Behra                             | Maserati       | 99        | +2 kola         | 13               | 4    |
| 4      | 21  | Jack Fairman                           | Connaught-Alta | 98        | +3 kola         | 21               | 3    |
| 5      | 31  | Horace Gould                           | Maserati       | 97        | +4 kola         | 14               | 2    |
| 6      | 11  | Luigi Villoresi                        | Maserati       | 96        | +5 kol          | 19               |      |
| 7      | 9   | Cesare Perdisa                         | Maserati       | 95        | +6 kol          | 15               |      |
| 8      | 10  | Paco Godia                             | Maserati       | 94        | +7 kol          | 25               |      |
| 9      | 15  | Robert Manzon                          | Gordini        | 94        | +7 kol          | 18               |      |
| 10     | 3   | Eugenio Castellotti Alfonso de Portago | Ferrari        | 92        | +9 kol          | 8                |      |
| 11     | 26  | Bob Gerard                             | Cooper-Bristol | 88        | +13 kol         | 22               |      |
| Ret    | 7   | Stirling Moss                          | Maserati       | 94        | Náprava         | 1                | 1    |
| Ret    | 16  | Harry Schell                           | Vanwall        | 87        | Palivový systém | 5                |      |
| Ret    | 20  | Desmond Titterington                   | Connaught-Alta | 74        | Motor           | 11               |      |
| Ret    | 17  | Maurice Trintignant                    | Vanwall        | 74        | Palivový systém | 16               |      |
| Ret    | 14  | Hermano da Silva Ramos                 | Gordini        | 71        | Náprava         | 26               |      |
| Ret    | 2   | Peter Collins                          | Ferrari        | 64        | Tlak oleje      | 4                |      |
| Ret    | 28  | Roy Salvadori                          | Maserati       | 59        | Palivový systém | 7                |      |
| Ret    | 24  | Tony Brooks                            | BRM            | 39        | Nehoda          | 9                |      |
| Ret    | 23  | Mike Hawthorn                          | BRM            | 24        | Řazení          | 3                |      |
| Ret    | 27  | Louis Rosier                           | Maserati       | 23        | Elektronika     | 27               |      |
| Ret    | 29  | Bruce Halford                          | Maserati       | 22        | Motor           | 20               |      |
| Ret    | 12  | Umberto Maglioli                       | Maserati       | 21        | Převodovka      | 24               |      |
| Ret    | 19  | Archie Scott Brown                     | Connaught-Alta | 16        | Řazení          | 10               |      |
| Ret    | 32  | Paul Emery                             | Emeryson-Alta  | 12        | Zapalování      | 23               |      |
| Ret    | 30  | Jack Brabham                           | Maserati       | 3         | Motor           | 28               |      |
| Ret    | 25  | Ron Flockhart                          | BRM            | 2         | Motor           | 17               |      |
| Ret    | 18  | José Froilán González                  | Vanwall        | 0         | Řazení          | 6                |      |
| Zdroj: |     |                                        |                |           |                 |                  |      |

Poznámky
1. ↑  Stirling Moss získal jeden bod za zajetí nejrychlejšího kola.

## Průběžné pořadí po závodě
Pohár jezdců
|        | Pořadí | Jezdec             | Body |
| ------ | ------ | ------------------ | ---- |
|        | 1      | Peter Collins      | 22   |
| 1      | 2      | Juan Manuel Fangio | 21   |
| 1      | 3      | Jean Behra         | 18   |
|        | 4      | Stirling Moss      | 13   |
|        | 5      | Pat Flaherty       | 8    |
| Zdroj: |        |                    |      |